# Izoszafrol
Az izoszafrol aromás szerves vegyület, szaga az ánizséhoz vagy igazi édesgyökéréhez hasonlít. Kis mennyiségben előfordul különböző illóolajokban, de leginkább a szafrol izomerizációjával nyerik.
Két geometriai izomerje létezik, a cisz-izoszafrol és a transz-izoszafrol.
Az MDP2P prekurzora, melyből további átalakítással MDMA, egy pszichoaktív kábítószer („ecstasy”) állítható elő. Mint ilyen, az izoszafrol bármely jelentős mennyiségének vétele/eladása az USA-ban engedélyköteles.

## Fordítás
Ez a szócikk részben vagy egészben az Isosafrole című angol Wikipédia-szócikk ezen változatának fordításán alapul.  Az eredeti cikk szerkesztőit annak laptörténete sorolja fel. Ez a jelzés csupán a megfogalmazás eredetét és a szerzői jogokat jelzi, nem szolgál a cikkben szereplő információk forrásmegjelöléseként.